# 末信牛島駅
末信牛島駅（すえのぶうしじまえき）は、かつて石川県能美郡寺井町末信（現:能美市末信町）に位置していた、北陸鉄道能美線の駅（廃駅）である。

## 歴史
- 1925年（大正14年）
  - 3月21日：能美電気鉄道の駅として開業。開業時の駅名は末信駅（すえのぶえき）[1]。
  - 10月：側線を設置[1]。
- 1937年（昭和12年）10月1日以前[注釈 1]：末信牛島駅に改称[1]。
- 1939年（昭和14年）8月1日：金沢電気軌道の駅となる。
- 1958年（昭和33年）10月17日：貨物側線を撤去[1]。
- 1980年（昭和55年）9月14日：能美線廃止に伴い廃駅。

## 駅構造
片面ホーム1面1線を有する地上駅であった。太平洋戦争中は、軍需物資として当駅で乾電池の材料を降ろし、付近の加工工場へ運んでいたことがあった。貨物側線があった頃は、すぐ近くに農協倉庫もあった。

## 現状
鉄道路線廃止後はヘルスロードとして再整備されているが、駅跡を示す石碑や遺構は現存しておらず、当時の面影はない。

## 隣の駅
北陸鉄道
能美線
加賀佐野駅 - 末信牛島駅 - 本寺井駅